# Supermarket

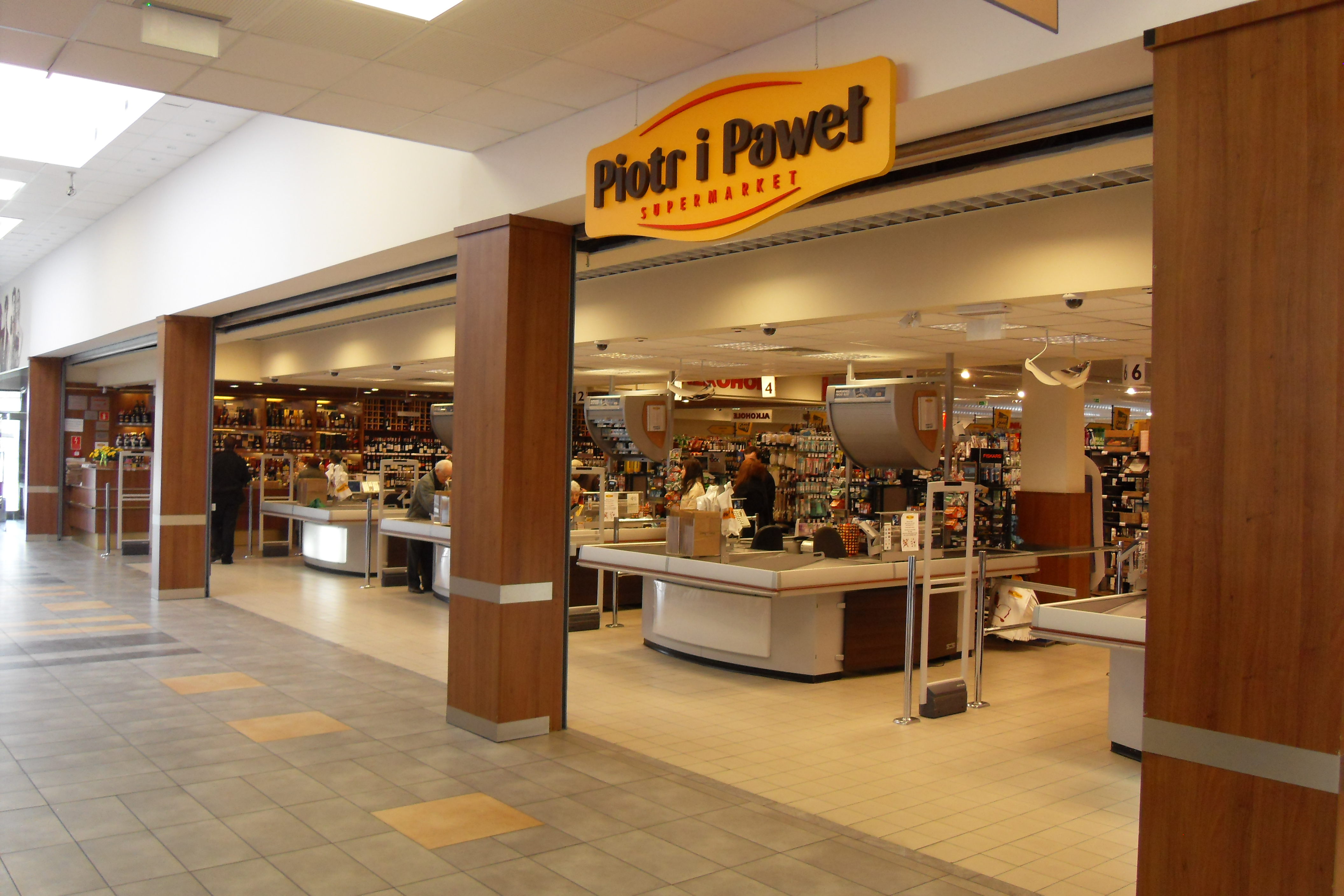
Supermarket Piotr i Paweł w Gdańsku

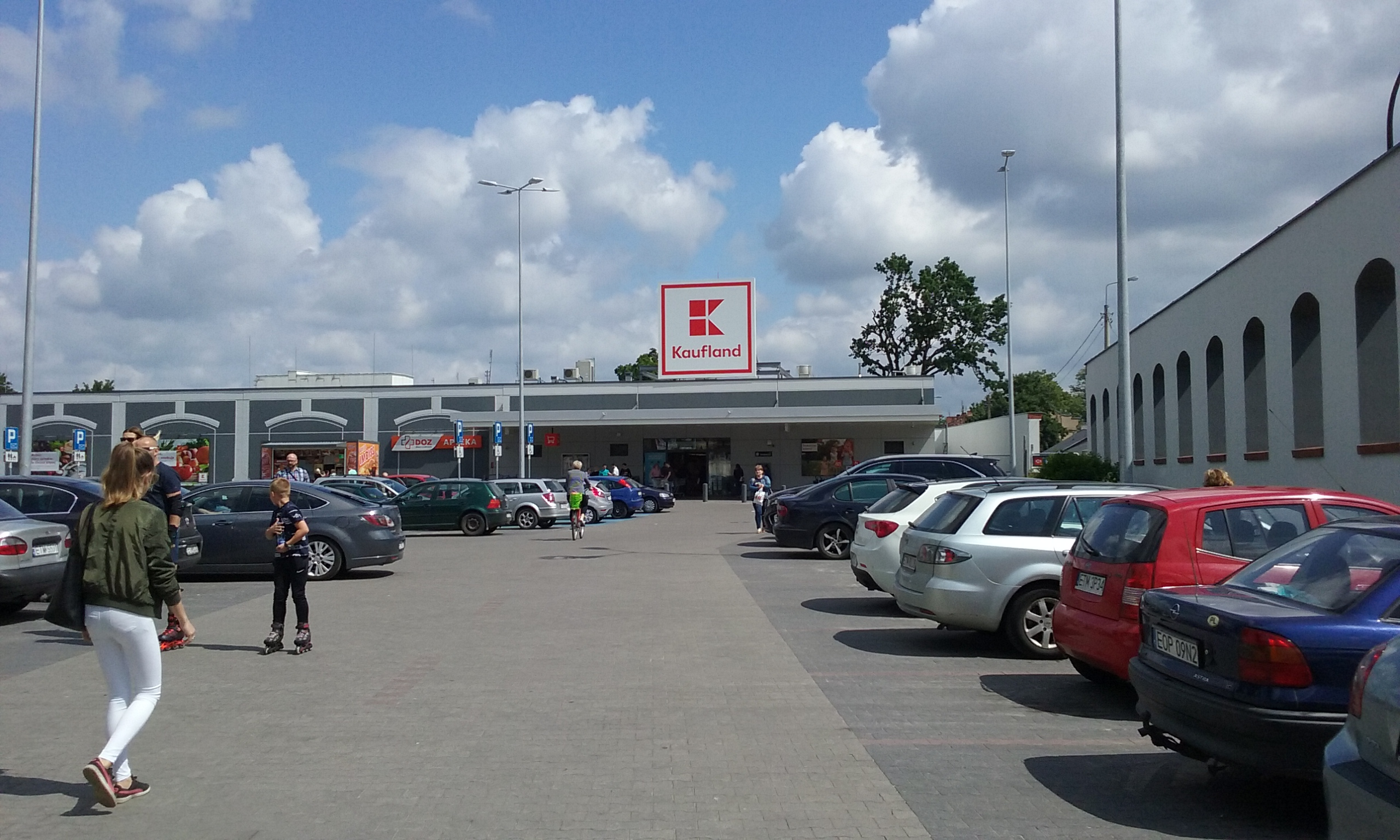
Supermarket Kaufland, Tomaszów Mazowiecki

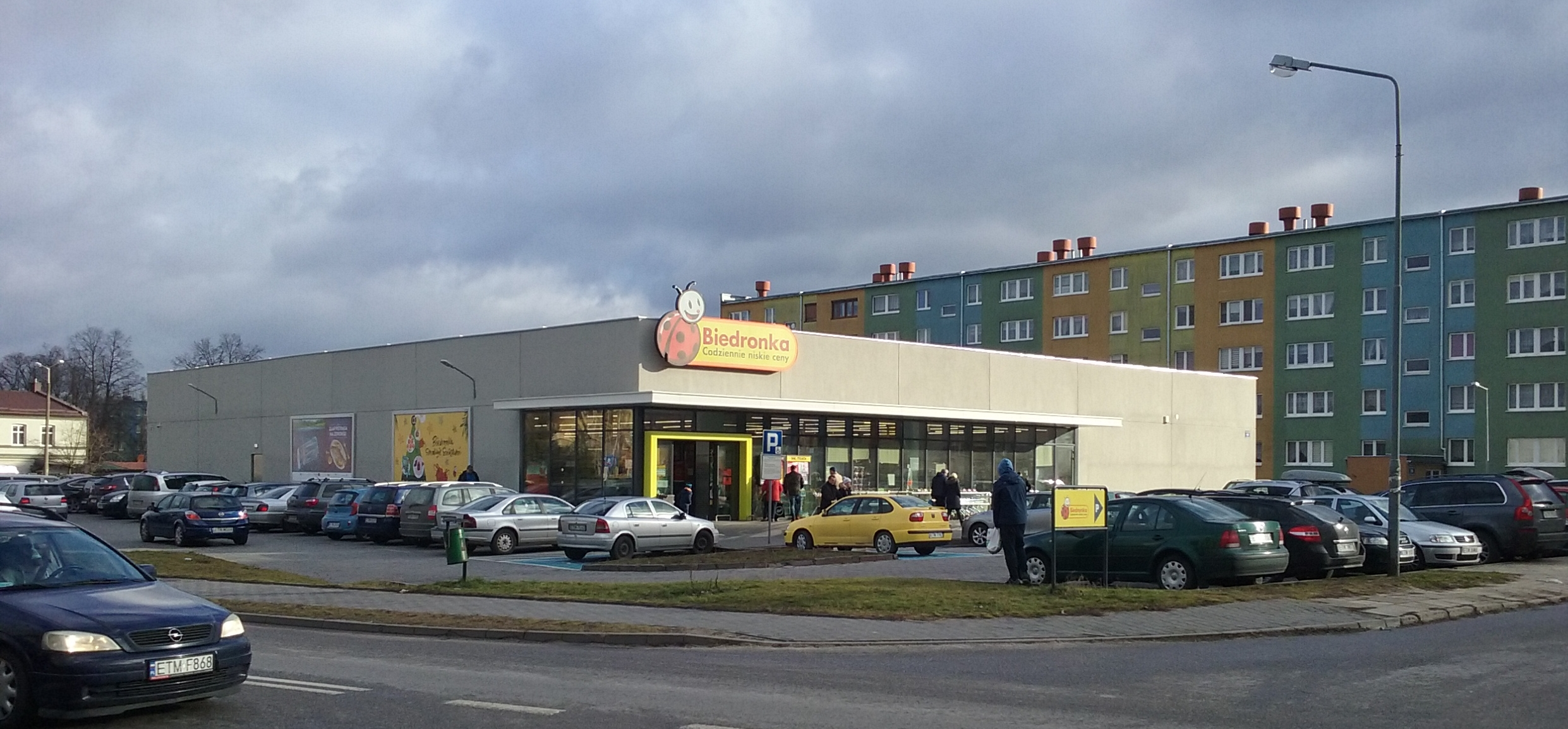
Supermarket Biedronka, Tomaszów Mazowiecki

Supermarket – sklep o powierzchni sprzedażowej od 400 m² do 2499 m² prowadzący sprzedaż głównie w systemie samoobsługowym, oferujący szeroki asortyment artykułów żywnościowych oraz artykułów nieżywnościowych częstego zakupu.

## Nazewnictwo

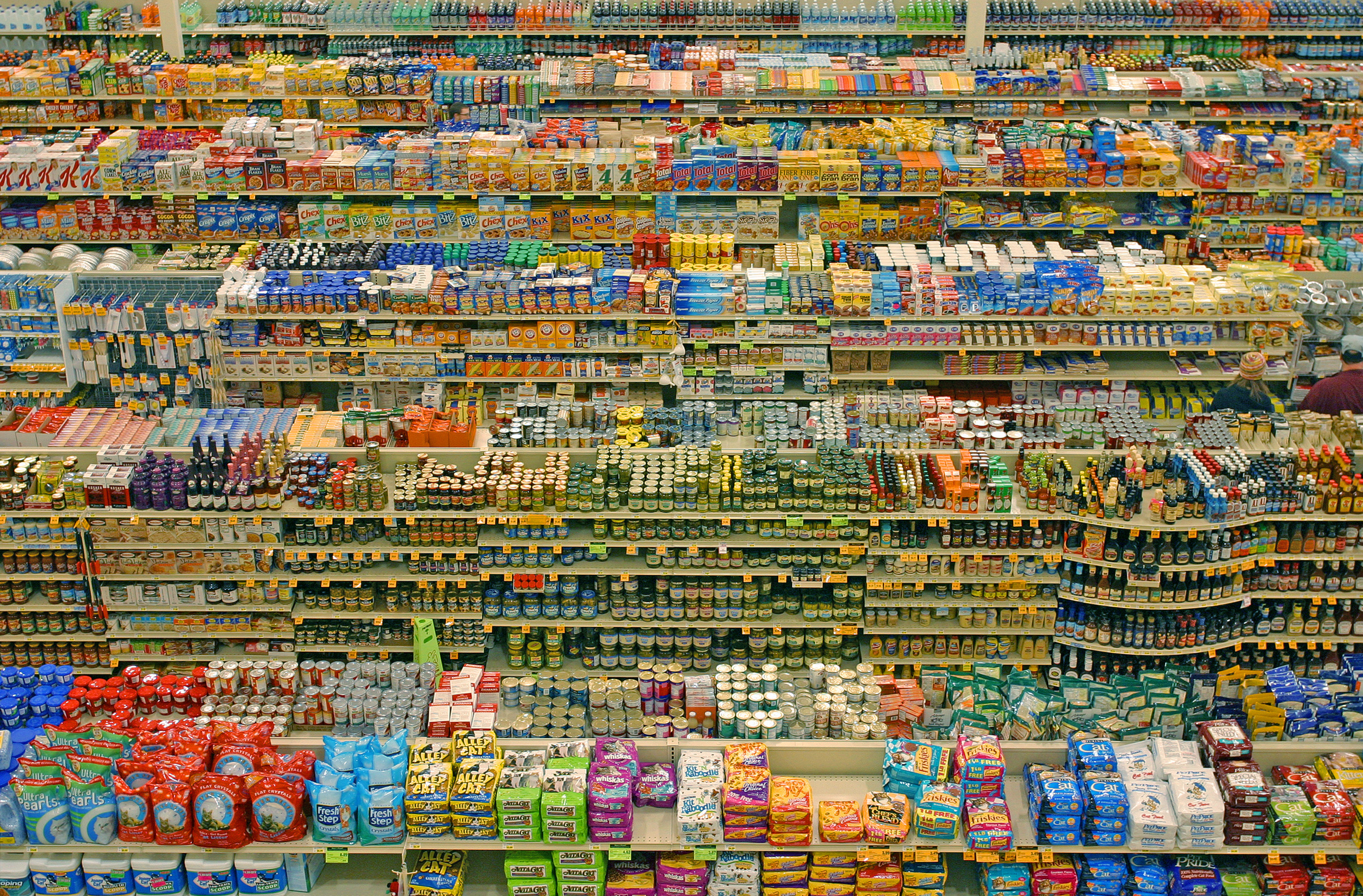
Produkty na półkach supermarketu

W polskiej sprawozdawczości supermarket definiuje się jako sklep samoobsługowy sprzedający głównie artykuły żywnościowe i nieżywnościowe częstego zakupu o powierzchni sprzedażowej 400–2499 m², a hipermarket jako sklep z podobnym asortymentem o powierzchni sprzedażowej powyżej 2500 m². Handlowcy nie stosują ściśle wyrażonej granicy, od kiedy supermarket można nazwać hipermarketem (np. przeprowadzony przez Ahold rebranding hipermarketów Hypernova na supermarkety Albert). Uznaje się jednak, iż supermarket ma powierzchnię nie przekraczającą 2,5 tys. m². Hipermarket natomiast ma najczęściej dużo większą powierzchnię (powyżej 2,5 tys. m²). Głównym wyznacznikiem rodzaju marketu jest udział powierzchni przeznaczonej na artykuły przemysłowe. Supermarkety są ukierunkowane głównie na żywność, z niewielkim udziałem art. przemysłowych, natomiast w hipermarketach często można odnaleźć rozbudowane stoiska tekstylne, gospodarstwa domowego, czy specjalistyczne stoiska ze sprzętem RTV-AGD.
W mniej ścisłym znaczeniu supermarketami nazywa się też sklepy specjalistyczne, które cechuje podobna do „prawdziwych” supermarketów organizacja sprzedaży. Sklepy specjalistyczne o dużej powierzchni, często nazywa się megamarketami (np. Media Markt nazywany jest Electro MegaMarketem ).
Istnieją również sklepy nazywane dyskontami (o powierzchni zazwyczaj do 2500 m²), gdzie główny nacisk kładzie się na niskie ceny, które uzyskuje się przez znaczną redukcję kosztów. Dla klienta zazwyczaj te niższe koszty widoczne są w postaci uproszczonej ekspozycji (towary wykładane są na półkę w opakowaniach zbiorczych, a nie jak w hiper- czy supermarketach w opakowaniach jednostkowych).

## Charakterystyka

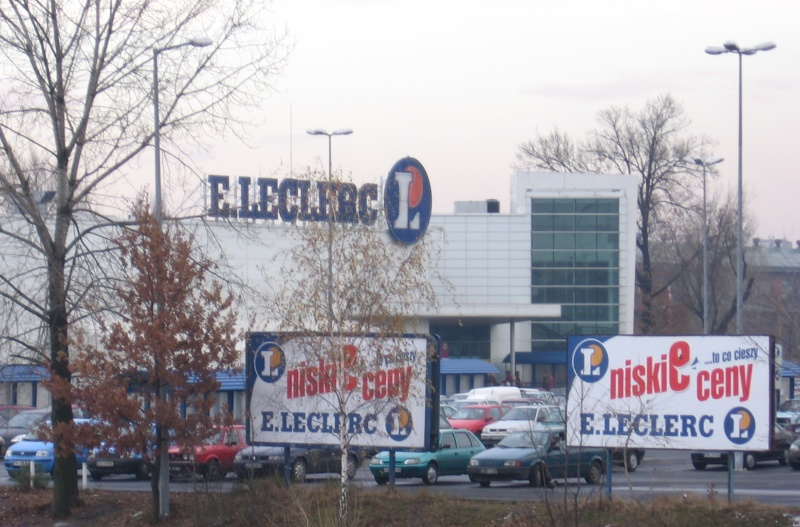
Supermarket E.Leclerc we Wrocławiu

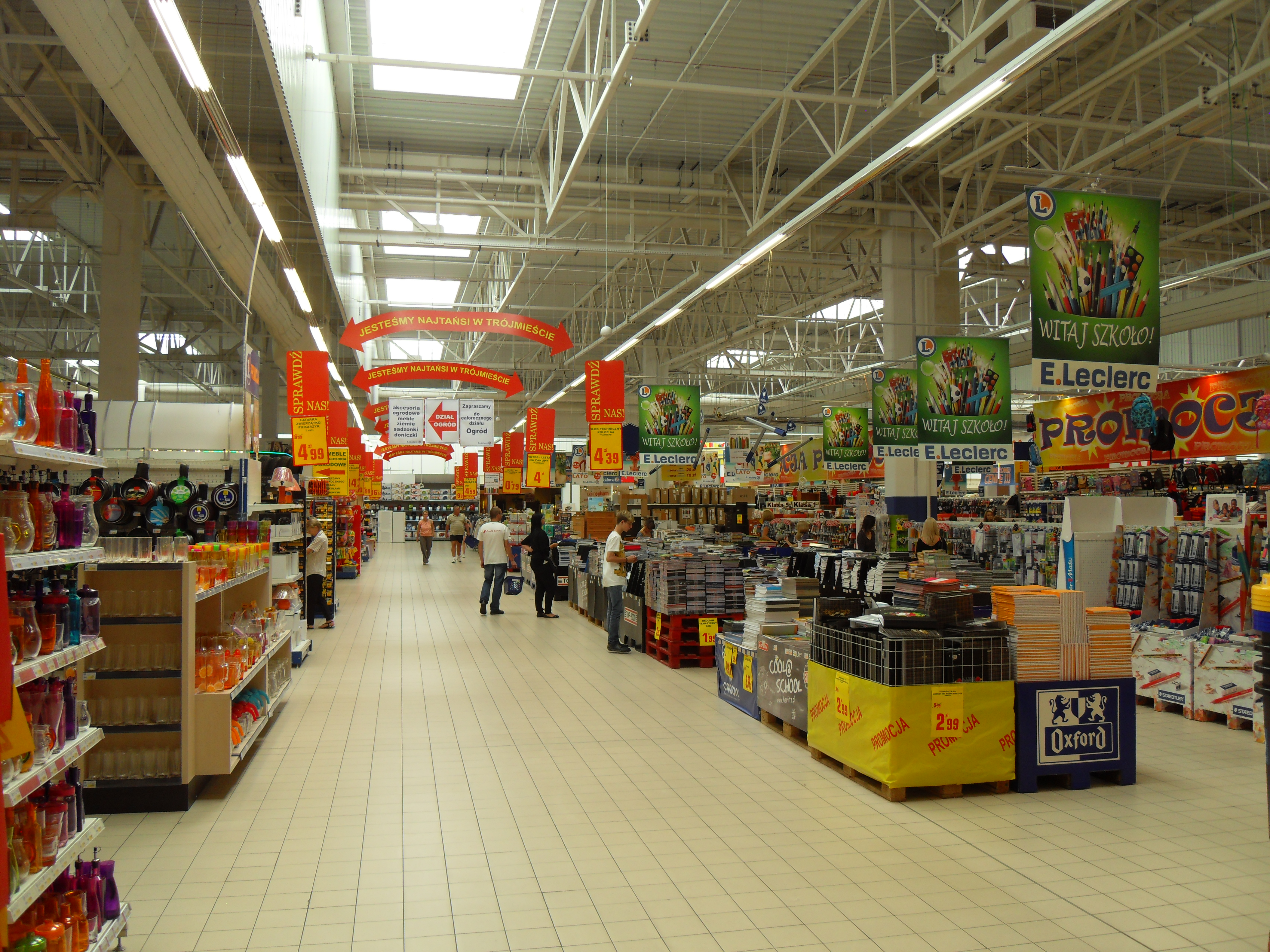
Wnętrze supermarketu

W typowym supermarkecie sprzedaż towarów ma charakter samoobsługowy – większość towarów jest wyłożona na długich półkach, z których klienci wkładają je sami bezpośrednio do wózków lub koszyków. Faktyczna sprzedaż towaru ma miejsce dopiero po dotarciu klienta z wózkiem do kasy.
Niektóre rodzaje towarów, które wymagają osobnego ważenia i krojenia (np. wędliny lub sery) są w supermarketach czasami sprzedawane zza lady, jednak zazwyczaj płaci się za nie dopiero przy kasie końcowej. Przy wielu supermarketach działają także własne masarnie i piekarnie.
Tego rodzaju technika sprzedaży pozwala na radykalne zmniejszenie zatrudnienia w stosunku do tradycyjnych sklepów z jedną ladą oraz wystawianie do sprzedaży znacznie szerszego asortymentu towarów. Skróceniu ulega też liczba pośredników, gdyż sklepy takie nie korzystają zwykle z pośrednictwa hurtowników, lecz są hurtowniami same dla siebie. Duża skala obrotów daje tym sklepom silną pozycję w negocjowaniu cen z producentami. Wszystko to powoduje, że sklepy te są w stanie wypracowywać duży zysk, przy niskiej marży własnej i oferowaniu niższych niż małe sklepy cen.
Większość supermarketów działa w ramach sieci lokalnych, ogólnokrajowych lub nawet międzynarodowych, tworząc potężne przedsiębiorstwa o bardzo dużych obrotach i zyskach. Dla zwiększenia obrotów i zysków sieci te bardzo często posiadają też własne wytwórnie niektórych produktów, wydają klientom własne karty płatnicze, oferują rozmaite programy lojalnościowe i preferencyjne pożyczki.

## Historia

### Polska
Supermarkety rozpowszechniły się w Polsce w latach 90. XX wieku. Po przemianach ustrojowych i gospodarczych z 1989 roku do Polski zaczął napływać kapitał zagraniczny, którego znaczną część stanowiły sieci już istniejących w Europie Zachodniej supermarketów. Inwestorzy zagraniczni zostali dodatkowo zachęceni znaczącymi ulgami podatkowymi.
W latach 90. XX wieku w Polsce dokonała się przemiana struktury handlu detalicznego. Znaczna część drobnego handlu detalicznego ustąpiła miejsca sprzedaży w supermarketach i hipermarketach.

## Krytyka
Efektywność ekonomiczna supermarketów jest na tyle wielka, że we wszystkich krajach, w których mogły się bez przeszkód rozwijać, praktycznie zdominowały handel detaliczny i półhurtowy, zostawiając dla mniejszych sklepów tylko rynki niszowe.
W wielu krajach (zwłaszcza w Europie Zachodniej) narasta coraz większy opór lobby drobnego handlu przeciw dalszemu, nieograniczonemu rozwojowi supermarketów. Sklepy tego rodzaju oskarża się o wywoływanie wielu negatywnych efektów społecznych, m.in.:
- rozbijanie lokalnych społeczności, które wcześniej skupiały się wokół małych sklepików w centrach miast;
- dehumanizację procesu robienia zakupów – zakupy w małych sklepach były niegdyś okazją do serdecznej rozmowy i zawierania bliższych znajomości z ludźmi z najbliższego otoczenia;
- uniformizację oferowanych towarów i narzucania klientom własnych gustów;
- wykorzystywania silnej pozycji na rynku do nieuczciwych praktyk w stosunku do klientów, pracowników i producentów (wymuszanie na producentach cen na granicy opłacalności, przeciąganie płatności za zamówione towary, wyzysk pracowników i zmuszanie ich do pracy w późnych godzinach nocnych);
- generowanie w swoim otoczeniu intensywnego ruchu samochodowego (zarówno osobowego, jak i ciężarowego), który jest uciążliwy dla osób mieszkających w pobliżu;
- niszczenie kulturowej tożsamości regionów (homogenizację kultury) przez globalizację rynku produktów i usług;
- intensywne promowanie kultury konsumpcjonizmu.

Krytyka wobec supermarketów przedstawiana jest między innymi przez organizacje alterglobalistyczne. Przykładem polskiej organizacji wystosowującej zarzuty wobec supermarketów jest stowarzyszenie „Obywatele Obywatelom” (dawniej „Obywatel”), które prezentuje tego typu krytyczne argumenty na łamach czasopisma Nowy Obywatel.

### Odpowiedź na krytykę
Zwolennicy supermarketów argumentują natomiast, że:
- zarzuty przeciw nim są niemal identycznie, jak wysuwane w XIX wieku przeciw maszynie czy produkcji przemysłowej; próby zatrzymywania czasu i sztuczne podtrzymywanie archaicznej organizacji handlu są jednak tak samo skazane na niepowodzenie;
- efektywna organizacja handlu pozwala lepiej wykorzystać potencjał gospodarki i zasoby pracy ludzkiej, co zwiększa produkt krajowy brutto i tym samym ogólną pulę bogactw;
- wielkie sieci handlowe wymuszają rezygnację z wysokich marż i nieefektywnych sposobów produkcji, a często uruchamiają nowe linie produkcyjne o wysokiej efektywności, pośrednio zwiększając w ten sposób konkurencyjność gospodarki;
- konsumenci, kupując w supermarketach, dzięki niskim cenom mogą kupić więcej towarów, dając zatrudnienie i zysk ich wytwórcom;
- zwłaszcza najbiedniejsi dzięki oszczędnościom mogą lepiej zaspokoić swoje potrzeby lub przeznaczyć nadwyżkę np. na cele kulturalne, oświatowe czy rozrywkowe;
- ogromna popularność supermarketów świadczy o tym, że klienci dobrowolnie je wybierają i najwyraźniej lepiej odpowiadają one ich potrzebom niż tradycyjne sklepy;
- rozbudowane centra handlowe wyrastające wokół supermarketów stają się nowymi ośrodkami rozrywki, integrującymi ludność wielkich miast;
- towary w supermarketach można dokładnie obejrzeć i zastanowić się przed ich zakupem, co zazwyczaj nie jest możliwe w małych sklepach gdzie zarówno sprzedawca, jak i ewentualna kolejka wymuszają szybkie decyzje na konsumencie;
- krytyka jest inspirowana głównie przez grupy interesu, które w imię własnych zysków chcą zmuszać konsumentów za pomocą regulacji prawnych do kupowania na mniej korzystnych dla nich warunkach (kupowanie w supermarketach nie jest przymusowe);
- wysuwany przez właścicieli małych sklepów argument, jakoby towary w supermarketach były często przeterminowane, jest chybiony, ponieważ znacznie częściej właśnie małe sklepy są zmuszone „wypchnąć” towar po upływie terminu ważności w celu uniknięcia strat. Należy zauważyć, że w supermarkecie klient ma znacznie więcej czasu na zapoznanie się z terminem ważności produktu przed dojściem do kasy, natomiast w małym sklepie często jest to bardzo utrudnione (towar podaje sprzedawca, który przez to niekiedy wykorzystuje nieświadomość konsumenta co do terminu przydatności towaru).

Negatywna kampania przeciw supermarketom wywołała już jednak w kilku krajach (m.in.: Wielka Brytania, Francja, Niemcy, Włochy) reakcję w postaci specjalnych regulacji prawnych ograniczających dalszych rozwój tych sklepów, takich jak ograniczenia co do godzin otwarcia, minimalnej płacy i maksymalnego czasu pracy pracowników, minimalnej marży, zakazu sprzedaży towarów poniżej kosztów wytworzenia, maksymalnej powierzchni, szczegółowych warunków lokalizacji takich sklepów. W niektórych krajach działalność supermarketów ogranicza m.in. zakaz handlu w niedziele – znany np. w Polsce czy w Niemczech pod nazwą Sonntagsruhe.